# Annius Acceranus
Annius Acceranus war ein antiker römischer Toreut (Metallbildner), wahrscheinlich in der zweiten Hälfte des 1. Jahrhunderts in Italien tätig.
Annius Acceranus ist heute nur noch aufgrund eines Signaturstempels auf einer Kasserolle aus Bronze bekannt. Diese wurde in Frankreich gefunden.

## Einzelbelege
1. ↑  Richard Petrovszky: Studien zu römischen Bronzegefäßen mit Meisterstempeln. Leidorf, Buch am Erlbach 1993, S. 193, Nr. A.14.01.;CIL 3/2, 10027,4

| Personendaten    | Personendaten                              |
| ---------------- | ------------------------------------------ |
| NAME             | Annius Acceranus                           |
| ALTERNATIVNAMEN  | Acceranus, Annius                          |
| KURZBESCHREIBUNG | antiker römischer Toreut                   |
| GEBURTSDATUM     | 1. Jahrhundert v. Chr. oder 1. Jahrhundert |
| STERBEDATUM      | 1. Jahrhundert oder 2. Jahrhundert         |